# Haruna Iikubo
 (mai 2014).
Si vous disposez d'ouvrages ou d'articles de référence ou si vous connaissez des sites web de qualité traitant du thème abordé ici, merci de compléter l'article en donnant les références utiles à sa vérifiabilité et en les liant à la section « Notes et références ».
 Haruna Iikubo  (飯窪春菜, Iikubo Haruna, alias Hau Dan, née le 7 novembre 1994 à Tokyo au Japon) est une mannequin et chanteuse, ex-idol du Hello! Project et membre de Morning Musume de 2011 à 2018.

## Biographie
Haruna Iikubo débute en juin 2009 comme modèle après avoir gagné une audition exclusive pour le magazine de mode pour adolescentes Love Berry (en). Elle pose régulièrement dans le magazine pendant deux ans sous l'alias Hau Dan (壇 はう, Dan Hau), et apparait également dans quelques publicités, ainsi que dans le drama Glass no Kiba en 2010 et dans le film Inu to Anata no Monogatari: Inu no Eiga en 2011. Elle quitte le magazine en février 2011, puis se présente à l'audition destinée à choisir de nouvelles chanteuses pour faire partie du groupe phare du Hello! Project Morning Musume.
Le 29 septembre 2011, lors de l'avant dernier concert de la tournée du groupe, elle est officiellement présentée au public comme nouveau membre, à seize ans, aux côtés de deux autres participantes à l'audition, Ayumi Ishida et Masaki Satō, et de l'ex-Hello Pro Egg Haruka Kudō, formant donc avec elles la dixième génération du groupe. A près de dix-sept ans, elle est l'une des membres les plus âgées à avoir incorporé le groupe, après Yūko Nakazawa (vingt-quatre ans en 1997), Aya Ishiguro (dix-neuf ans en 1997), Kei Yasuda (dix-sept ans en 1998), Miki Fujimoto (dix-huit ans en 2003), et Jun Jun (dix-neuf ans en 2007).
En 2013, après le départ de Reina Tanaka, Haruna Iikubo devient la sub-leader de Morning Musume aux côtés de Mizuki Fukumura.
Le 17 août 2018, Haruna Iikubo, vingt-trois ans désormais, annonce son prochain départ du groupe et du Hello! Project. La sub-leader a mentionné que, durant la célébration du vingtième anniversaire du groupe, elle a commencé à réfléchir davantage à son avenir. Afin de réaliser ses objectifs et de se dépasser, elle a décidé de quitter le groupe mais a cependant exprimé son intérêt à rester dans l'industrie du divertissement tout en effectuant des activités en solo liées aux arts ; elle obtiendra son diplôme à la fin de la tournée de concerts de l'automne 2018 de Morning Musume.
Lel 16 décembre 2018, Haruna Iikubo quitte Morning Musume et le Hello! Project, et est transférée au M-line club pour y continuer sa carrière artistique.

## Groupes
au sein de Hello!Project
- Morning Musume (2011-18)
- DIY♡ (2012)
- M-line club (2019-)

## Discographie

### Avec Morning Musume
Singles
- 25 janvier 2012 : Pyoco Pyoco Ultra
- 11 avril 2012 : Renai Hunter
- 4 juillet 2012 : One, Two, Three / The Matenrō Show
- 10 octobre 2012 : Wakuteka Take a chance
- 23 janvier 2013 : Help me !!
- 17 avril 2013 : Brainstorming / Kimi Sae Ireba Nani mo Iranai
- 28 août 2013 : Wagamama Ki no Mama Ai no Joke / Ai no Gundan
- 29 janvier 2014 : Egao no Kimi wa Taiyou sa / Kimi no Kawari wa Iyashinai / What is Love?
- 16 avril 2014 : Toki o Koe Sora o Koe / Password is 0
- 15 octobre 2014 : Tiki Bun / Shabadabadō / Mikaeri Bijin
- 15 avril 2015 : Seishun Kozō ga Naiteiru / Yūgure wa Ameagari / Ima Koko Kara
- 19 août 2015 : Oh My Wish! / Sukatto My Heart / Ima Sugu Tobikomu Yūki
- 29 décembre 2015 : Tsumetai Kaze to Kataomoi / Endless Sky / One and Only
- 11 mai 2016 : Tokyo to Iu Kataomoi / The Vision / Utakata Saturday Night
- 23 novembre 2016 : Sexy Cat no Enzetsu / Mukidashi de Mukiatte / Sō ja nai
- 8 mars 2017 : Brand New Morning / Jealousy Jealousy
- 4 octobre 2017 : Jama Shinaide Here We Go! / Dokyū no Go Sign / Wakaindashi!
- 13 juin 2018 : Are You Happy? / A Gonna
- 24 octobre 2018 : Furari Ginza / Jiyū na Kuni Dakara

Albums
- 12 septembre 2012 : 13 Colorful Character
- 29 octobre 2014 : 14 Shō ~The Message~
- 6 décembre 2017 : 15 Thank You, Too

Compilation
- 25 septembre 2013 : The Best! ~Updated Morning Musume。~

Mini-album
- 15 juillet 2015 : Engeki Joshi-bu Musical "Triangle" Original Soundtrack
- 27 février 2018 : Hatachi no Morning Musume (Morning Musume 20th)

### Autres participations
- 7 novembre 2012 : Forefore ~Forest For Rest~ / Boys be ambitious! (フォレフォレ~Forest For Rest~) (par DIY♡ / Green Fields)

## Filmographie
Cinéma
- 2011 : Inu to Anata no Monogatari: Inu no Eiga (犬とあなたの物語 いぬのえいが)

Télévision
- 2011–2012 : HELLOPRO! TIME (ハロプロ！ＴＩＭＥ)
- 2012- : Hello! SATOYAMA Life (ハロー！ＳＡＴＯＹＡＭＡライフ)

DVD
- 31 août 2012 : Greeting ~Iikubo Haruna~ (Greeting ～飯窪春菜～)

Dramas
- 2010 : Glass no Kiba (ガラスの牙) (Kumi Toda)
- 2012 : Suugaku♥Joushi Gakuen (数学♥女子学園)

Internet
- 2011 : Michishige Sayumi no "Mobekimasutte Nani??" (道重さゆみの『モベキマスってなに？？』)
- 2012 : Guest, Maachan (ゲスト、まぁちゃん。)

Comédies musicales et théâtre
- 2012 : Stacy's Shoujo Saisatsu Kageki (ステーシーズ 少女再殺歌劇)
- 12-23 juin 2013 : Gogaku Yuu (avec (Mizuki Fukumura, Riho Sayashi, Ayumi Ishida, Haruka Kudō)
- juin 2015 : Engeki Joshi-bu Musical "Triangle" (演劇女子部 ミュージカル「TRIANGLE-トライアングル-」)

## Divers
Radio
- 2012– : Morning Musume no Morning Jogakuin ~Houkago Meeting~ (モーニング娘。のモーニング女学院～放課後ミーティング～)

Photobooks
- 10 septembre 2012 : Morning Musume｡ 9・10ki 1st official Photo Book (モーニング娘。9・10期 1st official Photo Book) (avec Mizuki Fukumura, Erina Ikuta, Riho Sayashi, Kanon Suzuki, Ayumi Ishida, Masaki Satō, Haruka Kudō)
- 16 janvier 2013 : Alo Hello! 10-ki Shashinshuu 2012 (avec Ayumi Ishida, Masaki Satō, Haruka Kudō)
- 1er décembre 2013 : Tenki Gumi BOOK  (avec Ayumi Ishida, Masaki Satō, Haruka Kudō)

## Liens
- (ja) Profil officiel (agence)